# Gällstads socken
Gällstads socken i Västergötland ingick i Kinds härad, ingår sedan 1974 i Ulricehamns kommun och motsvarar från 2016 Gällstads distrikt.
Socknens areal är 74,90 kvadratkilometer varav 71,00 land. År 2000 fanns här 1 515 invånare. Orten Torsbo, tätorterna Rånnaväg samt Gällstad med sockenkyrkan Gällstads och Södra Säms kyrka ligger i socknen. 

## Administrativ historik
Socknen har medeltida ursprung. 
Vid kommunreformen 1862 övergick socknens ansvar för de kyrkliga frågorna till Gällstads församling och för de borgerliga frågorna bildades Gällstads landskommun. Landskommunen uppgick 1952 i Åsundens landskommun som 1974 uppgick i Ulricehamns kommun. Församlingen uppgick 2002 i Gällstad och Södra Säms församling som 2006 uppgick i Åsundens församling.
1 januari 2016 inrättades distriktet Gällstad, med samma omfattning som församlingen hade 1999/2000.  
Socknen har tillhört län, fögderier, tingslag och domsagor enligt vad som beskrivs i artikeln Kinds härad. De indelta soldaterna tillhörde Älvsborgs regemente, Norra Kinds kompani och Västgöta regemente, Elsfborgs kompani.

## Geografi
Gällstads socken ligger sydost om Ulricehamn kring Bystads- och Rånnavägssjön. Socknen är en odlingsbygd vid sjöarna och är i övrigt en kuperad skogsbygd med höjder som i norr når 350 meter över havet.

## Fornlämningar
En hällkista är funnen. Från bronsåldern finns gravrösen.
Dessutom finns en av Sveriges bäst bevarade fångstgropar vid sjön Bystadsjön belägen ca 5km söder om tätorten Gällstad

## Namnet
Namnet skrevs 1335 Gelstadhum och kommer från en bebyggelse vid kyrkan. Efterleden är sta(d), 'plats, ställe'. Förleden är flertydig och kan innehålla mansbinamnet eller forsnamnet gälla, 'skrika, ropa,; vina, dåna' alternativ är att den innehåller gäl och dy syftar på en fördjupning i terrängen.